# Édouard Jaguer
Édouard Jaguer (Parigi, 8 agosto 1924 – Parigi, 9 maggio 2006) è stato un poeta e critico d'arte francese legato al movimento surrealista.
Ha preso parte a diversi movimenti artistici e culturali europei tra i quali:
CO.BR.A., Phases, Boa, XXme Siècle, Ellebore.